# Вратига
Вратига (Tanacetum vulgare) е многогодишно, тревисто сложноцветно растение.
Народни наименования на растението – ветриче, глистава трева, рошава кадънка, свирка.
Тревисто многогодишно растение с голям брой изправени стъбла, високи 40 – 160 см. Цветовете са оранжево-жълти, цветните кошнички са събрани в голям брой (до 100) гъсти сложни щитовидни съцветия по върховете на разклоненията. Разпространено по тревисти места и храсталаци. Цъфти от юни до септември.
Кошничките съдържат около 1,5 % етерично масло с камфороподобна, немного приятна миризма и горчивото вещество танацетин. Етеричното масло е жълтеникава течност, която на въздуха потъмнява.

## Допълнителни сведения
Събира се горната облистена част на растението с цветните кошнички (около 20 см от върха надолу) по време на цъфтене.
Отровно!